# La Retuerta
La Retuerta es un despoblado español perteneciente al municipio de Arganza, en la comarca de El Bierzo, provincia de León, comunidad autónoma de Castilla y León.
Históricamente, ha estado siempre asociado al vecino pueblo de San Vicente.
Durante el Antiguo Régimen ambos pertenecían al señorío de la abadía de San Andrés de Espinareda.